# Bassas da India
21°27′S 39°45′Ø / 21.450°S 39.750°Ø
Bassas da India er en fransk atol i det Indiske Ocean beliggende i den sydlige del af Mozambique-kanalen, midtvejs mellem Madagaskar og Mozambique.
Atollen er for det meste dækket af vand ved højt tidevand, kun nogle klipper på atollens nordside når over havoverfladen. Atollen har ingen vegetation.
Området rammes af cykloner.
Madagaskar kræver suverænitet over atollen.

## Historie
Bassas da India blev først opdaget af portugisiske opdagelsesrejsende tidligt i 1500-tallet.
I 1897 blev atollen annekteret af Frankrig.
Atollen blev fra 1968 og frem til 3. januar 2005 administreret af den franske region Réunion, men er nu underlagt Îles éparses i De Franske Sydterritorier (fransk: Terres australes et antarctiques françaises – TAAF)